# Stiftelsen Dunross & Co
Stiftelsen Dunross & Co ger stöd till barn- och ungdomsidrotter som inte toppar lag och där alla behandlas lika. Stiftelsen bildades 2012 med syftet att genom stöd skapa en meningsfull och utvecklande tillvaro för barn och ungdomar. Stiftelsen har sitt säte i Göteborg, med geografiskt fokus på Västsverige och i Stockholmsområdet.
Stiftelsen Dunross & Co har nolltolerans för mobbning, sexism och rasism, där ledare och föräldrar ska vara föredömen. Vidare betonas vikten av motion, psykisk och fysisk hälsa, goda skolresultat och förmåga till samarbete. Stiftelsen uppmuntrar och stöder föreningar som jobbar med ordning och reda och ansvarstagande när det gäller konfliktlösning och ekonomi.
Stiftelsen Dunross & Co:s logotype används som en kvalitetssäkring. Med denna på matchtröjan ska spelarna veta att den står för fair play. Både på och vid sidan om planen. Både före, under och efter matchen.

## Bakgrund
Initiativtagare till Stiftelsen Dunross & Co är bolaget Dunross & Co, som efter långtgående engagemang valde att frikoppla stödet från företaget, för att garantera långsiktigheten för alla som väljer att delta i stiftelsens verksamhet.

## Verksamhet
Sedan Stiftelsen Dunross & Co startades 2012, har verksamheten stadigt vuxit. 2019 omfattades 153 föreningar och runt 80 000 ungdomar av stöd. Fotbollen dominerade (71 procent) följt av innebandy (14 procent) och handboll (11 procent). Från att i princip tidigare endast ha omfattat föreningar i Göteborgsområdet, har allt fler föreningar i Stockholmsområdet tillkommit.

## Dunrossmodellen
För att uppnå Stiftelsen Dunross & Co:s syfte används Dunrossmodellen, som består av tre delar. Målsättningen är att så nära som 100 procent av medlen oavkortat ska gå till projekten – vilket kallas för ”den avbräcksobefintliga ansatsen”. Projekten ska vara fokuserade, effektiva och tydliga, men även dynamiska, så att medlens mervärde kan multipliceras av föreningar och organisationer. Detta benämns som ”den dynamiska faktorn”. Den sista delen avser organisationerna och föreningarna som tar emot stöd, där verksamheterna bör vara så lika att stödet kan likformas och dupliceras. Detta skapar förutsättning för uppföljning och bra genomslag och spridning av medlen – ”den duplicerbara modellen”. Ett exempel på hur Dunrossmodellen har utvecklats för att bli ännu mer effektiv och premiera ansvarstagande föreningar och organisationer, är genom sitt beslut att låta verksamheterna lösa konflikter på egen hand, och belöna de som lyckas väl med detta.

## Dunrossdagen
Dunrossdagen hölls första gången 2012. Dunrossdagen är tänkt som en inspirationsdag där föreningar träffas över idrottsgränserna och får möjlighet att arbeta och diskutera olika aktuella ämnen.  Stiftelsen Dunross & Co ser även dagen som en möjlighet att på ett strukturerat, fokuserat och effektivt sätt informera om sin modell och eventuella utvecklingar av densamma. Det är också ett tillfälle där klubbarna själva kan föreslå förbättringar.

## Ytterligare organisationer som får stöd
Förutom stödet till idrottsföreningar lämnar Stiftelsen Dunross & Co stöd till ett flertal andra organisationer som har barn och ungdomar i fokus.

## Historia
Den så kallade Dunrossmodellen gick i skarpt läge 2009 i Dunross & Co AB:s regi, som redan då stöttade olika ändamål som man ansågs vara behjärtansvärda. Ofta var det idrottsrörelser som var mottagare av resurserna. Under 2012 valde man att överföra verksamheten till Stiftelsen Dunross & Co och man fortsatte arbeta efter Dunrossmodellen. Att idrottsrörelsen varit central har sitt ursprung i att flera i styrelsen har varit aktiva idrottsmän. 